# Curetis obsoleta
Curetis obsoleta är en fjärilsart som beskrevs av Felder 1862. Curetis obsoleta ingår i släktet Curetis och familjen juvelvingar. Inga underarter finns listade i Catalogue of Life.